# Diablos danzantes de San Millán
Los Diablos danzantes de San Millán son una festividad religiosa que se celebra en San Millán, Puerto Cabello, Carabobo (Venezuela), el día de Corpus Christi, llevada a cabo por las "Sociedades del Santísimo".
Cada Jueves de Corpus Christi (9 jueves después del Jueves Santo) se hace una danza ritual de los llamados diablos danzantes, donde se rinde culto al Santísimo Sacramento y se celebra el triunfo del bien sobre el mal. Se visten trajes coloridos, capas y máscaras de apariencia grotesca, además de adornos como cruces, escapularios, rosarios y otros amuletos.

## Declaración de Patrimonio Cultural Inmaterial de la Humanidad
Los Diablos danzantes de Corpus Christi ingresaron, junto con otras 11 cofradías del país, a la lista representativa del Patrimonio Cultural Inmaterial de la Humanidad que aprueba la Organización de la Naciones Unidas para la Educación, Ciencia y la Cultura (Unesco), en París, el 6 de diciembre del año 2012.
Once cofradías, enraizadas en igual número de comunidades de
Venezuela desde hace cerca de cuatrocientos años, se rinden ante el
Santísimo Sacramento, el noveno jueves después del Jueves Santo,
integrados a la celebración católica del Corpus Christi. En cada
una de estas comunidades, las vestimentas, los bailes e instrumentos
utilizados son diferentes, pero tienen en común una ceremonia plena
de religiosidad popular, devoción y fe desprendida, en la que
concurren los elementos de las culturas africanas y originarias, en
una tradición transmitida de padres a hijos, signada por la participación
popular, la resistencia cultural, el desarrollo de vínculos
solidarios y la celebración de la espiritualidad.
Cada una de estas diabladas, que hoy se consideran Patrimonio
Cultural Inmaterial de la Humanidad, constituyen una expresión
profunda de la venezolanidad y nos hacen sentir orgullosos de nuestra
condición de pueblo multiétnico y pluricultural, perseverante y
hermanado en la tarea de fortalecer nuestro destino de patria
independiente y soberana.
Este reconocimiento de la UNESCO a los Diablos Danzantes de Corpus
Christi de Venezuela proyecta con intensidad al pueblo venezolano en
el resto del mundo, desde una de sus prácticas culturales de mayor
arraigo y trascendencia, y lleva un mensaje de amor, paz y
solidaridad para todos los Pueblos.